# Place (Reddit)
Place foi um evento de caráter colaborativo no site Reddit. A primeira versão do evento ocorreu no Primeiro de abril de 2017, e sua segunda edição ocorreu no primeiro de abril de 2022. O evento consiste de um canvas virtual em um subreddit chamado r/place, onde usuários podiam editar um único pixel a partir de uma paleta de cores. Após colocar um pixel, o usuário é impedido de contribuir por alguns minutos.
Em 2017, o evento foi encerrado pelos administradores do Reddit cerca de 72 horas após sua criação, em 3 de abril de 2017. Mais de 1 milhão de usuários editaram a tela, colocando um total de aproximadamente 16 milhões de pixels, e, no momento em que o experimento foi concluído, mais de 90.000 usuários estavam visualizando ou editando ativamente. O experimento foi elogiado por sua representação da cultura das comunidades online da Reddit, e da cultura da Internet como um todo.
Após um reboot em 2022, o evento terminou depois de 4 dias.